# Clorfentermina
A clorfentermina (nomes comerciais Apsedon, Desopimon, Lucofen, entre outros) é uma droga da família das anfetaminas que age como anorexígeno e supressor de apetite, com mecanismo de alçao ação predominantemente serotoninérgica. Foi desenvolvido em 1962, e é o derivado 4-cloro da fentermina, que é mais conhecida e ainda utilizada clinicamente.
A clorfentermina atua como um agente de liberação de serotonina (SRA) altamente seletivo. Não é um psicoestimulante e tem baixo potencial de abuso, mas é uma droga controlada nos Estados Unidos, onde não é mais utilizada, devido à semelhança com outros supressores de apetite, como a dietilpropiona, que é abusada de forma mais ampla. Especificamente, a clorfentermina possui um perfil de efeitos serotoninérgicos semelhante a outros inibidores de apetite retirados do mercado, como fenfluramina e aminorex, que podem causa hipertensão pulmonar e fibrose cardíaca após uso prolongado.
Sua meia-vida plasmática é de longa duração, com média aproximada de cinco dias. No Reino Unido, foi retirada do mercado  em 1974.